# Refractòmetre

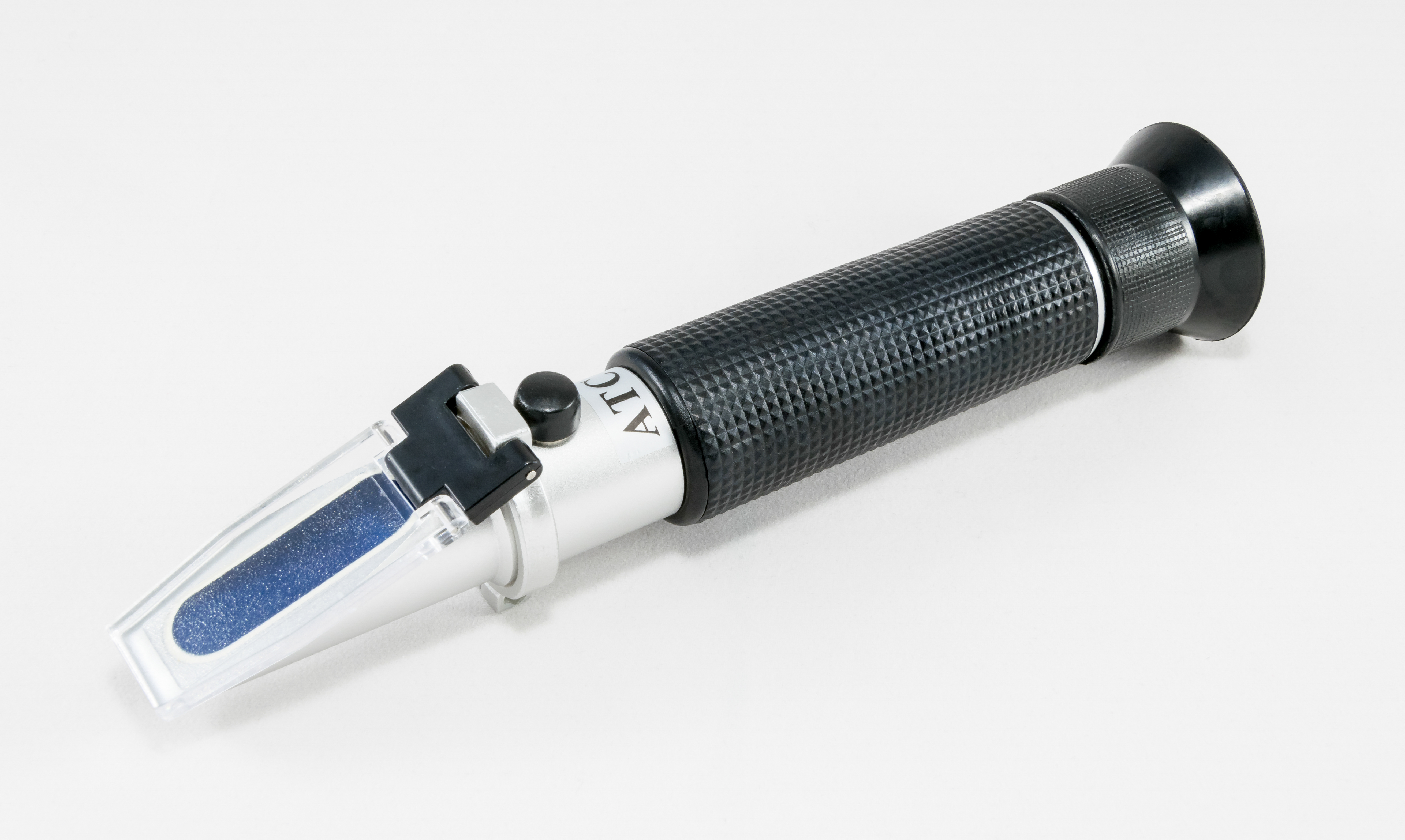
Refractòmetre manual

Un refractòmetre és un aparell destinat a mesurar l'índex de refracció d'un medi material. Es basen en la mesura de l'anomenat angle crític o angle límit o en la mesura del desplaçament d'una imatge.
S'anomena angle crític, o angle límit, a l'angle de refracció en un determinat medi material quan l'angle d'incidència de la radiació és de 90° respecte de la recta perpendicular a la interfície de separació entre un medi material d'índex de refracció conegut, generalment l'aire, i el medi material d'índex de refracció desconegut.
Existeixen diversos tipus de refractòmetres:
- Refractòmetre d'Abbe.
- Refractòmetre de Pulfrich.
- Refractòmetre d'immersió.

## Parts fonamentals d'un refractòmetre
1. Làmpada: La font de radiació més comuna és la llum de filament de tungstè que emet llum blanca.
2. Prisma: És un petit bloc de material de vidre amb dues superfícies planes i polides, dissenyat per controlar angles amb major precisió. El prisma més comú és el prisma Amici (Giovanni Battista Amici), que actua com monocromador i selecciona la longitud d'ona de 589 nm (línia d'emissió del sodi).
3. Escales:

- Escala d'índex de refracció: Proporciona directament els valors d'índex de refracció, l'interval és de n = 1,3 a n = 1,7. Pot ser analògica o digital.
- Escala de fracció (concentració) en massa de sacarosa: Significa el % en pes de sacarosa continguda en 100 g de solució de sacarosa. Proporciona directament els valors de concentració de sacarosa en % massa (l'interval és de 0% a 95%). Pot ser analògica o digital.

## Com emprar un refractòmetre manual
A continuació es presenten instruccions detallades per utilitzar un refractòmetre manual com el que es mostra a la imatge:
1. El refractòmetre (Figura 1) és un instrument òptic delicat. S'ha d'utilitzar amb cura, evitant que pateixi cops. Protegeixi l'instrument de calor excessiva i de canvis dràstics en humitat. Deseu el refractòmetre en el seu estoig quan no estigui en ús.Figura 1

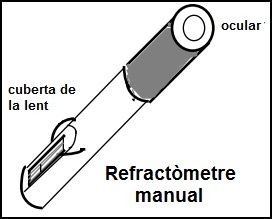
Figura 1

2. Procediu a retreure la coberta plàstica translúcida que cobreix la lent (àrea de vidre polit), a la part posterior del refractòmetre. Si és necessari, netegeu amb cura la superfície del lent amb paper de lent, treien qualsevol taca o residu.
3. Prengui una alíquota de la seva mostra d'aigua, utilitzant un comptagotes (preferiblement de plàstic). Col·loqueu una o dues gotes sobre la lent, evitant tocar la superfície de la mateixa amb la punta del comptagotes (Figura 2).Figura 2

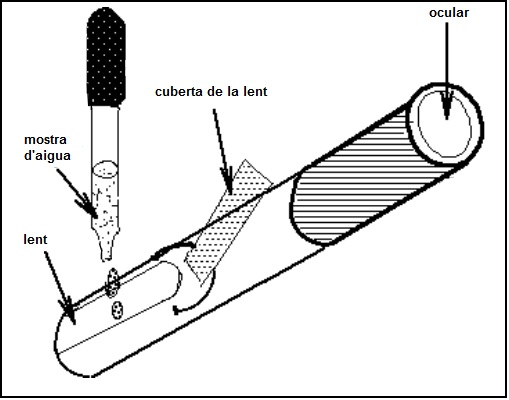
Figura 2

4. Torneu suaument la coberta plàstica a la posició inicial, evitant la formació de bombolles o espais d'aire entre la lent i la coberta.
5. Col·loqui's enfront del sol o una font d'il·luminació artificial si treballa al laboratori i observi a través de l'ocular del refractòmetre. Orienti el refractòmetre a la font d'il·luminació de manera que pugui distingir amb claredat una escala numèrica en l'hemisferi de la lent. L'escala està calibrada per llegir salinitat en parts per mil (‰). Alhora notarà que el seu camp de visió està dividit en un hemisferi nord de color opac i un hemisferi sud translúcid. La línia horitzontal on s'intersequen dos hemisferis serà el seu marcador de salinitat en l'escala numèrica. El punt on aquesta línia interseca l'escala numèrica indica la salinitat de la seva mostra (Figura 3).Figura 3

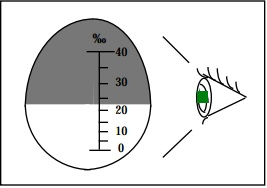
Figura 3

6. Una vegada ha realitzat la seva mesura de salinitat, aixequi la coberta plàstica. Renti la mostra d'aigua de la lent i de la cara interna de la coberta plàstica rentant amb aigua destil·lada i després assequi acuradament amb paper de lent. Torneu-lo a la coberta plàstica a la seva posició original. En acabar d'utilitzar el refractòmetre recordi netejar-lo, posar al seu estoig i guardar-lo en un lloc apropiat.